# サントリー角瓶
サントリー角瓶（サントリーかくびん）は、サントリー（二代目法人、旧・サントリーBWS/サントリースピリッツ/サントリービール/サントリー酒類〈二代目法人〉/サントリーワインインターナショナル）が製造・販売する国産ブレンデッドウイスキーブランドの一つである。2025年〈令和7年〉現在、製造・販売されている商品は日本洋酒酒造組合の定めるジャパニーズ・ウイスキーの表示基準に合致した商品である。
寿屋（1963年サントリーと改称）時代の1937年（昭和12年）に発売され、専用ガラス瓶の独特な亀甲模様と角ばった形が特徴で、角型あるいは角ばった瓶であることから「角瓶」「角」と通称され、のちに正式な製品名として「角瓶」の名が採用された。同社のサントリーホワイトやサントリーオールド、トリスウイスキーなどと共に21世紀現在の今日でも販売の続くブレンデッドウイスキーの長寿製品である。
発売当初は（初代法人）サントリー酒類株式会社が製造・発売元となっていたが、2014年10月1日に行われたグループ会社内の組織変更（改組）に伴ってサントリー酒類株式会社の蒸溜酒部門が分割されてサントリースピリッツ株式会社が設立された。これにより、本品はサントリースピリッツ株式会社の扱いとなった。また、2015年1月1日付でサントリービア&スピリッツ株式会社が（二代目法人）サントリー酒類株式会社に商号変更されていた。2022年7月に行われた国内酒類事業の組織再編に伴い、（二代目法人）サントリー株式会社が製造と販売を担うこととなり、同年7月製造・出荷分より同時期時点でのシリーズ全製品において、パッケージに記載されている製造者が「サントリー(株)」に名義変更された。
本項では角瓶の基本形となるウイスキーを中心に、同シリーズに属するハイボール、および水割り等のRTD系缶入りアルコール飲料についても便宜上、記述する。

## 歴史

### 前史
1923年（大正12年）に国産ウイスキー事業を開始した寿屋の創業者、鳥井信治郎はスコットランドで本場のスコッチウイスキーの製造方法を学んだ（後のニッカウヰスキーの創業者となる）竹鶴政孝を招聘し、工場建設や熟成など数年間の準備期間の末、1929年（昭和4年）にモルトウイスキーをベースとした初の本格的日本製ウイスキーとして、「白札」（その後のサントリーホワイト）を発売した。発売時のフレーズは「断じて舶来を要せず」という意気軒昂なものであった。
しかし、ウイスキーの味に馴染みのなかった当時の日本人からは、白札は「煙臭い」等と言われ受け入れられなかった。市場での失敗の原因は、消費者の舶来指向とウイスキー市場そのものの成熟度の低さに加え、経験不足のまま製造された初期の「白札」はピート臭が強すぎる（いわゆるスモーキー）傾向があり、飲みにくい酒になってしまったことであった。当時、原酒の熟成度やブレンディングの研究が十分でなく、ゆえに竹鶴は改良の猶予を求めたものの、ウイスキー事業が資本投下のみで収益を上げられない状態が続き、経営に差し支えるため鳥井はウイスキー発売に踏み切らざるを得なかったのである。また翌年1930年（昭和5年）には廉価版ウイスキーとして、「赤札」（その後のサントリーレッド）を発売するが、これも売れ行きは芳しくなく途中で販売中止を余儀なくされることになった。
この頃から鳥井と竹鶴のスタンスの違いは明白になってきていた。本格的ウイスキーの国産化という基本目標は共通していたものの、酒蔵の息子として産まれた職人肌の技術者で、本場流スコッチウイスキーの再現に強くこだわる竹鶴の姿勢に、薬種問屋の丁稚上がりで広告戦略にも長けた経営者の鳥井は、必ずしも全面的賛同はしていなかったのである。
実のところ、鳥井は全く採算の取れないウイスキー事業を「身を削りつつ」維持し続けていた。当時の寿屋の主力商品「赤玉ポートワイン」（その後の赤玉スイートワイン）での収益は、その多くがウイスキー事業での赤字で損なわれ、サイドビジネスとして実績を上げつつあった喫煙者向け歯磨き粉「スモカ歯磨」の製造権・商標を売却してしのいだほどであった。この現実が竹鶴の理想論と合致しないのはやむを得ないことであった。
その失敗で得た経験を踏まえながら、鳥井は竹鶴に長男・鳥井吉太郎をウイスキー製造の責任者として、教育を任せると共に、休むことなく原酒の仕込みを続けてゆく。ピートの焚き方、蒸溜の仕方など試行錯誤を繰り返しながら、1932年（昭和7年）には「サントリー十年ウヰスキー 角瓶」を発売、1934年（昭和9年）の竹鶴の契約満了に伴う退社を経て、鳥井はウイスキー製造の方針を根本的に改めることになる。それは、ウイスキーとしての十分な品質を達成しながら、日本人にも受け入れやすい味とし、なおかつ収益を上げられる商品の開発だった。1935年（昭和10年）には「サントリー特角」を発売し、徐々に手応えをつかんでゆく。

### 角瓶の発売と成功

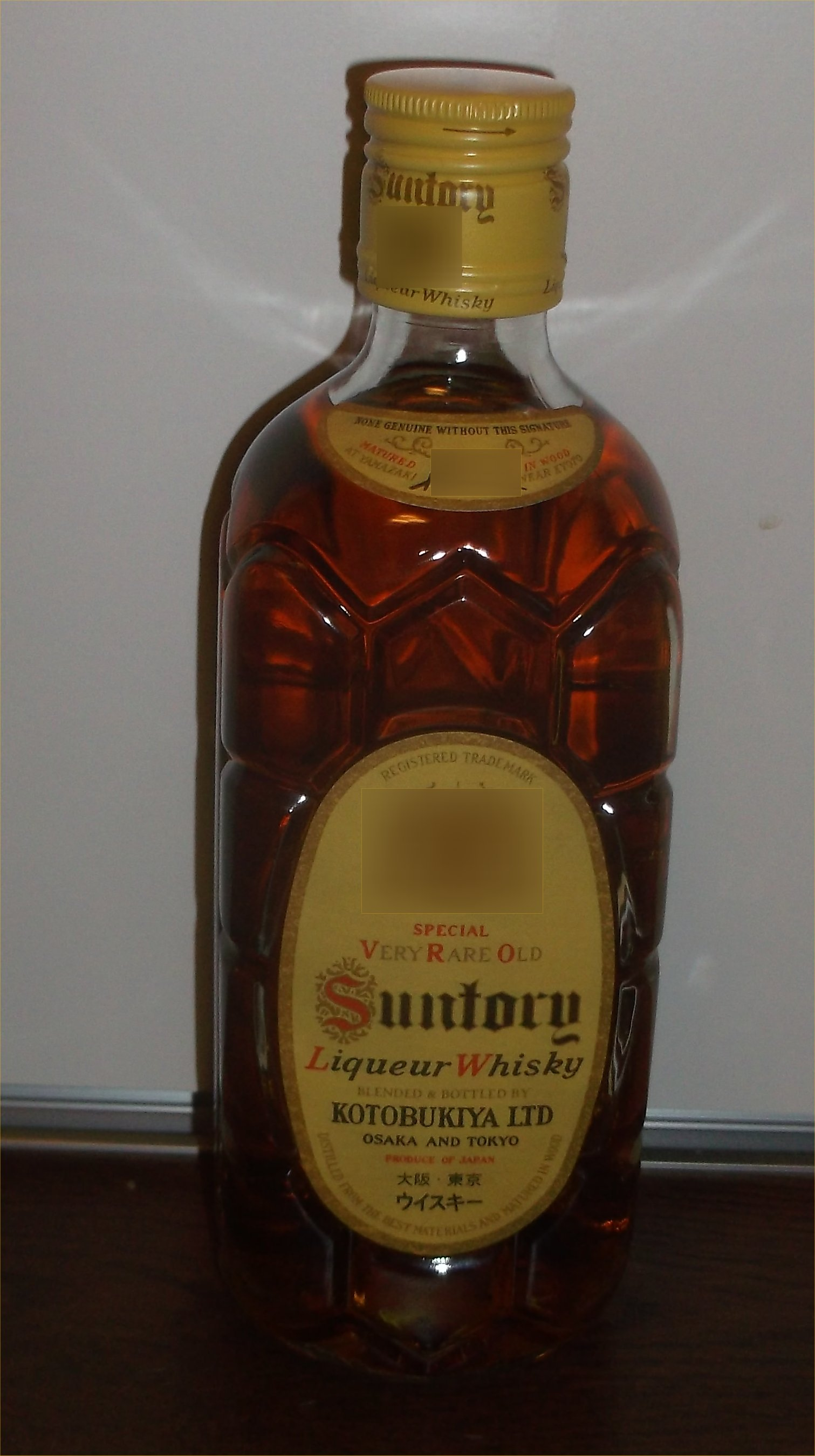
2015年2月に数量限定で販売された「サントリーウヰスキー12年 復刻版」。1937年に発売された味とデザインのボトルを再現している（ただし、細部は若干異なる）

「白札」から期間を置くこと8年、1937年（昭和12年）10月8日に、亀甲模様の瓶に黄色いラベルを添えた上級ウイスキー「サントリーウヰスキー12年」が発売された。のちに「角瓶」と呼ばれるウイスキーである。竹鶴主導での草創期から長らく貯蔵・蓄積された原酒をブレンディングベースに、鳥井の企画のもと、日本人好みの高級ウイスキーとして製造されたものであった。
鳥井が幾度もピートの炊き方を変え、原酒のブレンドを試行錯誤し完成させた原酒を東京・銀座のバーなどで店主にテイスティングしてもらいヒントを仰ぐなどの努力を重ね、誕生させたスモーキーな原酒が評価されると共に、かつ山崎蒸溜所で仕込み続けた原酒が熟成を迎えたことなどが功を奏し、これが失敗したら寿屋は倒産しかないという危機的状況下であったが、おりしも日本が戦時体制に突入しつつあり舶来ウイスキーが輸入停止になったこともあり、「角瓶」は好調に売り上げを延ばしてゆく。苦節を重ねた末、鳥井の初志がついに実現する運びとなった。損失を重ねていた壽屋のウイスキー事業は、この「角瓶」が軌道に乗ったことで抱えた損失を一掃するほどの成功を収める。
そして当時、日本海軍への大量納入に成功、「海軍指定品」となったことも大きな助けとなった。巨大な軍需販路を得ただけでなく、軍需品という理由で統制厳しい太平洋戦争当時でも原料となる穀物等の供給を受けられたのである。なお角瓶は海軍だけでなく日本陸軍でも愛飲されており、一例として発売開始から約1年半後の1939年（昭和14年）5月、陸軍糧秣廠が関東軍に野戦酒保用として大量に送付した嗜好品の品目の中に「サントリーウヰスキー（角瓶）」の名で四合瓶9,600本がある（「サントリーウヰスキー（丸瓶）」4,800本とともに）。
この勢いを駆って1940年（昭和15年）には、さらに上級のブレンデッド・ウイスキー「オールド」を完成させたが、戦時下の折、当局より贅沢品と識別され販売許可は下りることなく、発売は戦後の1950年（昭和25年）まで遅れることとなった。
その間、角瓶はサントリーの最上級ウイスキーとして市場にブランドイメージを築いた。戦時中に陸海軍に従軍し戦地で「角瓶」に遭遇、日本製とは知らずにウイスキーの味を覚え、戦後に帰国して国産ブランドと知った出征者も多いという。

### 定番商品として定着

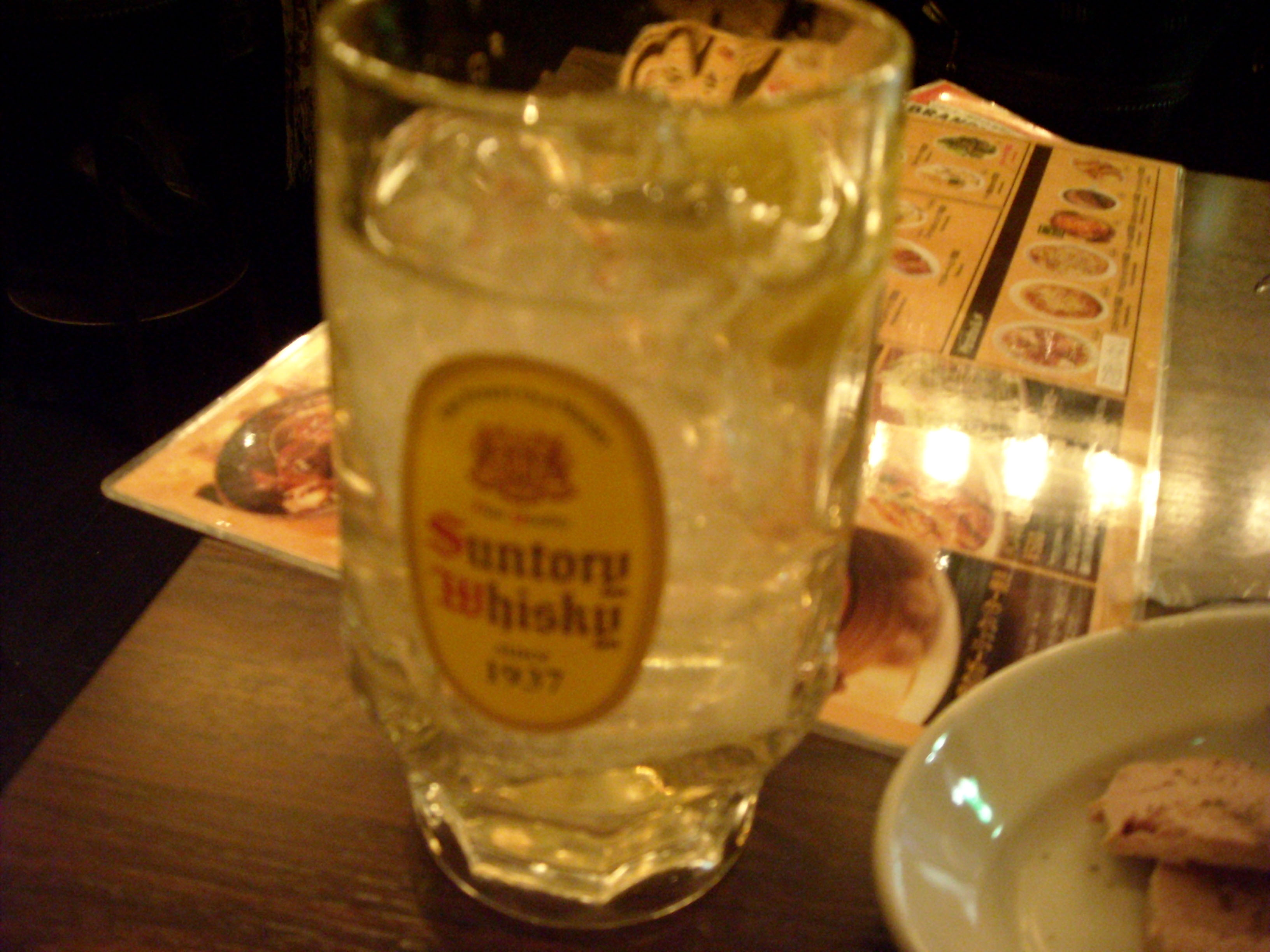
専用ジョッキに入った「角ハイボール」

発売当時の名称は「サントリーウヰスキー12年」だったが、原酒の一部に12年物を使っていただけであり、スコッチなどの規準に比してもやや誇大気味の名称であることから、長くは使われていない。
一方、その特徴ある角型の瓶の形から、愛飲者の間でいつしか「角瓶」・「角」の愛称が定着し、1950年代に正式に「サントリー角瓶」と改称された。ただし1990年代まで、ボトルに「角瓶」の名称は付いておらず、単に「サントリーウイスキー」を称していただけであった。
原酒使用率が高いため、当時の日本の税制では特級ウイスキーの区分に含まれたが、高級酒扱いの「オールド」に比べ、やや求めやすい価格であったこともあって固定ファンを獲得し、定番商品として根強い支持を得ることになった。この間にも、蒸溜所の整備やサントリー自社によるグレーンウイスキー生産の開始などによって、品質やブレンディングの改良が継続された。
1989年（平成元年）4月のウイスキーの等級廃止と税制改正に伴う日本でのウイスキー価格の大幅低下に伴い、1990年代以降は大衆酒と言って良い程度に価格が低下し、国産大衆ウイスキーの市場で広く普及している。それでも発売当時より現在まで続く瓶の形と、ブレンドに若干の変化はあったものの適度な香りを持った味は今日まで継続されて一般にも親しまれており、ジャパニーズウイスキーの代表的存在となっている。
価格低下に伴う普及に合わせ、本来の「角瓶」である「黄角」以外の姉妹商品も展開されるようになった。1992年（平成4年）には、ホッグスヘッド樽で熟成された白州蒸溜所産のモルト原酒をキーモルトとしてブレンドし、尚且つ辛口でスッキリとした味わい（発売当初）を持つ「白角」（2019年3月を以って休売となっていたが2022年〈令和4年〉8月9日に数量限定で一時再販）、1999年（平成11年）には、芳醇でマイルドな「味わい角瓶」、さらに2007年（平成19年）には「味わい角瓶」に代わり、アルコール43度でパンチョン樽で熟成された山崎蒸溜所産のモルト原酒をキーモルトとしてブレンドされ、近年の「オールド」に似た風味も感じるリッチな飲みごたえの「角瓶<黒43°>」が投入され（2016年4月を以って終売）、更に2013年（平成25年）には「角瓶」の上級品としてスクエアボトルに青ラベルの「新プレミアム<43°>」が投入された（先述の黒角同様、2016年4月を以って終売）。2019年（平成31年/令和元年）現在も共通の亀甲ボトルを用いたこのラインナップで販売が続いているほか、業務用・ヘビーユーザー向けの大型ボトル（ガラス瓶・ペットボトル）も用意されている。その後休売していた白角が2022年8月9日に限定品として復活した。
その一方でサントリーでは、低迷傾向にあった日本のウイスキー市場での販売増を目指し、2008年からは「角瓶」をソーダで割って飲むハイボールの普及・宣伝活動を開始・注力しており、この結果、全国的な「角ハイボール」ブームが起こり、2008年・2009年と2年連続で同社のウイスキー出荷量が前年を上回るという成果をあげている。そのブームは2010年6月以降には原酒不足の懸念から出荷量を調整する必要が生じたほどである（駆け込み需要）。

## その他
- ラベルのシンボルマークとして長年使われたサントリーのシンボル「向獅子マーク」は、1990年代にサントリーのCI導入に伴い、社章として一時期使われた「響」の字を図案化したマークに変更される[注 6]が、2007年の商品リニューアルから「向獅子マーク」が復活した。
- アルコール分は、最初の角瓶が発売された1937年から1992年頃まで、43%[7]を継続していたが、それ以降はハードリカーの売り上げ低迷などもあり、現行品の角瓶のアルコール分は40%で販売されている。ただしアルコール分が40%では、同社が現在発売している「サントリーレッド」（アルコール分39%）や「トリス〈クラシック〉」（アルコール分37%）程ではないものの味的にやや薄く、物足りないと感じる層も少なくないため、こうした層に向けて2007年より「角瓶<黒43°>」が誕生したが、2014年 - 2015年頃に発生した国産ウイスキーブームの影響でウイスキーを製造するのに必要な各種原酒が不足した理由のため、2016年3月を以て販売終了となった。
- 北海道では「角サン」とも呼ばれ、サントリーも北海道に限り営業宣材で「角サン」の愛称を使用している。「サン」はサントリーを略したものである。
- 1960年代には、似たようなボトルデザインの製品として、三楽オーシャン（現・メルシャン）から「三楽オーシャンウイスキー・ブライト」という製品が発売されていた。角瓶が当時のランクで特級だったのに対し、ブライトは2級品だったことや、当時の洋酒愛好家から批判が相次ぎわずか1年足らずで消えている。
- 1975年から1977年にかけて全国紙にて広告展開され、1980年代に起きたコピーライターブームの中から登場した仲畑貴志はサン・アド在籍時代に同製品のコピーを数多く手掛け、これまでに「娘の帰りが遅い夜」・「角÷H2O」・「新發賣 昭和拾弐年・角」などの広告を残している（仲畑自身はこの広告で自身のコピーセンスを磨いたことなどから、本人曰く「僕のミルク」であるとも言っている）。
- 2012年4月からはBS-TBSで放送の提供番組「ハイボール万歳」が始まった。出演は細川茂樹→武田修宏、塚地武雅、遼河はるひ。「角ハイボール」のある酒場を紹介する番組[注 7]である。（なお、当該番組は2018年3月で終了。）

## ラインアップ
※2025年（令和7年）7月現在、★は業務用専売品
現行品（復刻版除く）
- 角瓶（ウイスキー、アルコール分 40%、1937年 - ）
  - 180ml瓶
  - 700ml瓶
  - 1,920mlペットボトル
  - 2,700mlペットボトル
  - 4,000mlペットボトル
  - 5,000mlペットボトル★
- 角ハイボール缶（リキュール〈発泡性①〉、アルコール分 7%）
  - 350ml缶
  - 500ml缶
- 角ハイボール缶〈濃いめ〉（リキュール〈発泡性①〉、アルコール分 9%）
  - 350ml
  - 500ml（コンビニ専売）
- 白角水割（水割りウイスキー、アルコール分 9%）
  - 250ml缶

休売品・終売品（復刻版除く）
- 角瓶 450ml瓶（コンビニ専売、ウイスキー、アルコール分 40%、発売開始年不詳 - 2019年3月）
- 白角（ウイスキー、アルコール分 40%、1992年 - 2019年3月）[8]
  - 180ml瓶
  - 700ml瓶 - ※2022年8月9日に数量限定品として一時再販。現在終売済み
  - 1,920mlペットボトル
  - 2,700mlペットボトル
  - 4,000mlペットボトル
- 味わい角瓶（アルコール分 43%、1996年 - 2007年9月）
  - 700ml瓶
- 角瓶〈黒43°〉（アルコール分 43%、2007年10月 - 2016年3月）
  - 700ml瓶
- 角瓶 新プレミアム〈43°〉（アルコール分 43%、2013年4月 - 2016年3月）
  - 700ml瓶
- 白角ハイボール缶（リキュール〈発泡性①〉、アルコール分 6%、2022年8月9日限定発売）
  - 350ml缶

## CM
- CMにはデザイナーとして知られる三宅一生や、ミュージシャンの井上陽水や鮎川誠が出演したり、また1990年代中期には、鹿賀丈史や井川比佐志といった質実志向の強い俳優を起用し（他には女優の酒井和歌子も出演していた）、美空ひばりの「川の流れのように」や「港町十三番地」をBGMに使った「我ら、角瓶党」のCMを放映している。ちなみに鹿賀は前述の「我ら、角瓶党」以前にも、同製品（角瓶・白角いずれも）のCMに単独で出演しており、鹿賀が小説を読みつつ、テーブルの上におかれた角瓶のグラスを口にやるさまを映した「活字&ウイスキー」のCM[注 8]や、同じく鹿賀が夏目漱石の代表的小説「坊っちゃん」の先生に扮したCMに加え、坂本龍馬、西郷隆盛他、歴史上の人物の好物にスポットを当てたCMや、水戸黄門とのコラボレーションによるCM（CMには佐野浅夫、由美かおる、高橋元太郎他が出演）など、多数のCMに出演している。この他にも、鹿賀は白角を天然水で割った250ml缶で販売されている「白角水割」のCMにも出演しており、他にもサントリーでは、角瓶以外のCMにも数多く出演歴を持つ俳優の一人となっている。
- 2000年以降のCMには俳優の浅野忠信、アーティストの矢沢永吉や布袋寅泰、CHEMISTRYを起用し、新しい角瓶の楽しみ方を比較的若い世代へアピールしている。1991年に「サントリークレスト12年」のCMソングとして使用されていた石川さゆり（SAYURI名義）の「ウイスキーが、お好きでしょ」が使用された。

### 角ハイボール
- 2007年秋、角ハイボールを美味しく提供するバーをコンセプトとしたCMを制作。女性店主役に小雪が起用された（2009年からはおぎやはぎも出演）。また、CMソングの「ウイスキーが、お好きでしょ」は2009年度はゴスペラーズが、2010年度は竹内まりやが歌っている[注 9]。
  - 小雪の『わたしは氷』篇の撮影地は調布市の西調布駅付近で、カクテルバーについては、撮影セットである。『港町 薄暮』篇、『港町 夜』篇の撮影地は、北九州市の和布刈公園の第二展望台で、夜景は門司港である。
- 2011年秋から「角ハイボール第二章」としてCMキャラクターに菅野美穂を起用。二代目店主役を演じた。2012年には、ほっしゃん。と共演。
- 2014年2月より「角ハイボール第三章」では井川遥を起用。馴染み客役にピエール瀧、加瀬亮、田中圭。CMソング「ウイスキーがお好きでしょ」は田島貴男（ORIGINAL LOVE）が歌唱していた[9]。2017年8月の「新顔」篇は矢本悠馬が馴染み客役として新たに起用された。
- 2019年3月に瀧が不祥事を起こしたため降板。出演していたCMも削除された。
- 2020年7月より「角ハイボール缶」単体のCMがオンエアされている。
- 2025年5月に田中が一連の不倫騒動により降板。同年3月に公開された新CMにも出演していたが、6月1日に田中の姿が合成で削除されたバージョンに修正された。
- 2025年7月16日、イメージキャラクターを11年務めた井川・加瀬に替わり、四代目店主として蒼井優が起用されることが発表された。新CM「はじまり」篇では、バーを初めて訪れた客役で染谷将太が、馴染み客役で小林聡美、野田洋次郎（RADWIMPS）[注 10]が登場[10][11]。